# Wafangdian
Koordinaten: 39° 45′ N, 121° 45′ O
Die Stadt Wafangdian (瓦房店市,  Wǎfángdiàn Shì) ist eine kreisfreie Stadt auf der Liaodong-Halbinsel in der chinesischen Provinz Liaoning. Sie gehört zum Verwaltungsgebiet der Unterprovinzstadt Dalian. Wafangdian hat eine Fläche von 3.871 km² und zählt 905.082 Einwohner (Stand: Zensus 2020), also 234 E./km². Wafangdian ist das Zentrum der chinesischen Kugellagerindustrie.

## Administrative Gliederung
Auf Gemeindeebene setzt sich Wafangdian aus acht Straßenvierteln, fünfzehn Großgemeinden und neun Gemeinden (davon zwei der Mandschu) zusammen. 

## Persönlichkeiten
- Yu Yongbo (* 1931), Offizier der Volksbefreiungsarmee und Politiker der Kommunistischen Partei Chinas (KPCh)